# بي. جاي والاس
بي. جاي والاس (بالإنجليزية: B. J. Wallace)‏ هو لاعب كرة قاعدة أمريكي، ولد في 18 مايو 1971 في موبيل في الولايات المتحدة.

## وصلات خارجية
- بي. جاي والاس على موقعبيزبول رفرنس.كوم (الدوري الثانوي) (الإنجليزية)
- بي. جاي والاس على موقع أوليمبيديا (الإنجليزية)